# Базалеевка
Базале́евка либо Базали́евка (укр. Базаліївка) — село, Базалеевский сельский совет, Чугуевский район, Харьковская область, Украина.
Код КОАТУУ — 6325481001. Население по переписи 2001 года составляет 682 (312/370 м/ж) человека.
Являлось до 2020 года административным центром Базалеевского сельского совета, в который не входили другие населённые пункты.

## Географическое положение
Село Базалеевка находится на левом берегу реки Вели́кий Бурлу́к, которая через 3 км впадает в реку Северский Донец;
выше по течению на расстоянии в 4 км расположено село Василенково (Шевченковский район).
Русло реки сильно заболочено.
На противоположном берегу реки Северский Донец расположен пгт Печене́ги.

## Происхождение названия
В некоторых документах село называют Базалиевка.
В 1937-1941, 1992—2021 годах село официально называется Базалеевка.

## История
- 1673 — дата основания.
- В 1940 году, перед ВОВ, в селе Базалеевка было 412 дворов, сельсовет, кирпичный завод, три ветряные мельницы.[3]
- В 1941 году[3], в 1992-2021 годах село официально называется Базалеевка.[2][1]
- В 1993 году в селе работали совхоз «Базале́евский», автоматическая телефонная станция, больница, детский сад, школа, клуб, магазины, отделение связи, Базалеевские торг и сельсовет.[2]

## Известные люди
В селе родился Криворучко, Анатолий Тихонович — Герой Украины.

## Экономика
- При СССР в селе была молочно-товарная ферма.
- ООО "Агрофирма «Базалеевский колос».[7]

## Объекты социальной сферы
- Детский сад.
- Школа I—III ст.
- Дом культуры.
- Фельдшерско-акушерский пункт.